# Trimezieae
Trimezieae é uma tribo da subfamília Iridoideae das Iridaceae que agrupa 2-3 géneros e cerca de 125 espécies de plantas herbáceas perenes nativas da América do Sul e Central, especialmente do Brasil.

## Descrição
Trimezieae é a tribo mais pequena da subfamília Iridoideae, contendo apenas três géneros, estreitamente relacionados entre si, cujas espécies se distribuem únicamente pela América do Sul e Central. Uma grande parte das espécies são nativas do Brasil.
São plantas tropicais que crescem principalmente em ambientes húmidos. Têm como característica comum apresentarem rizoma, folhas quase sempre em forma de espada (ensiformes), com flores que se agrupam em inflorescências e contêm seis tépalas.
Vários membros desta tribo são utilizados como planta ornamental. 

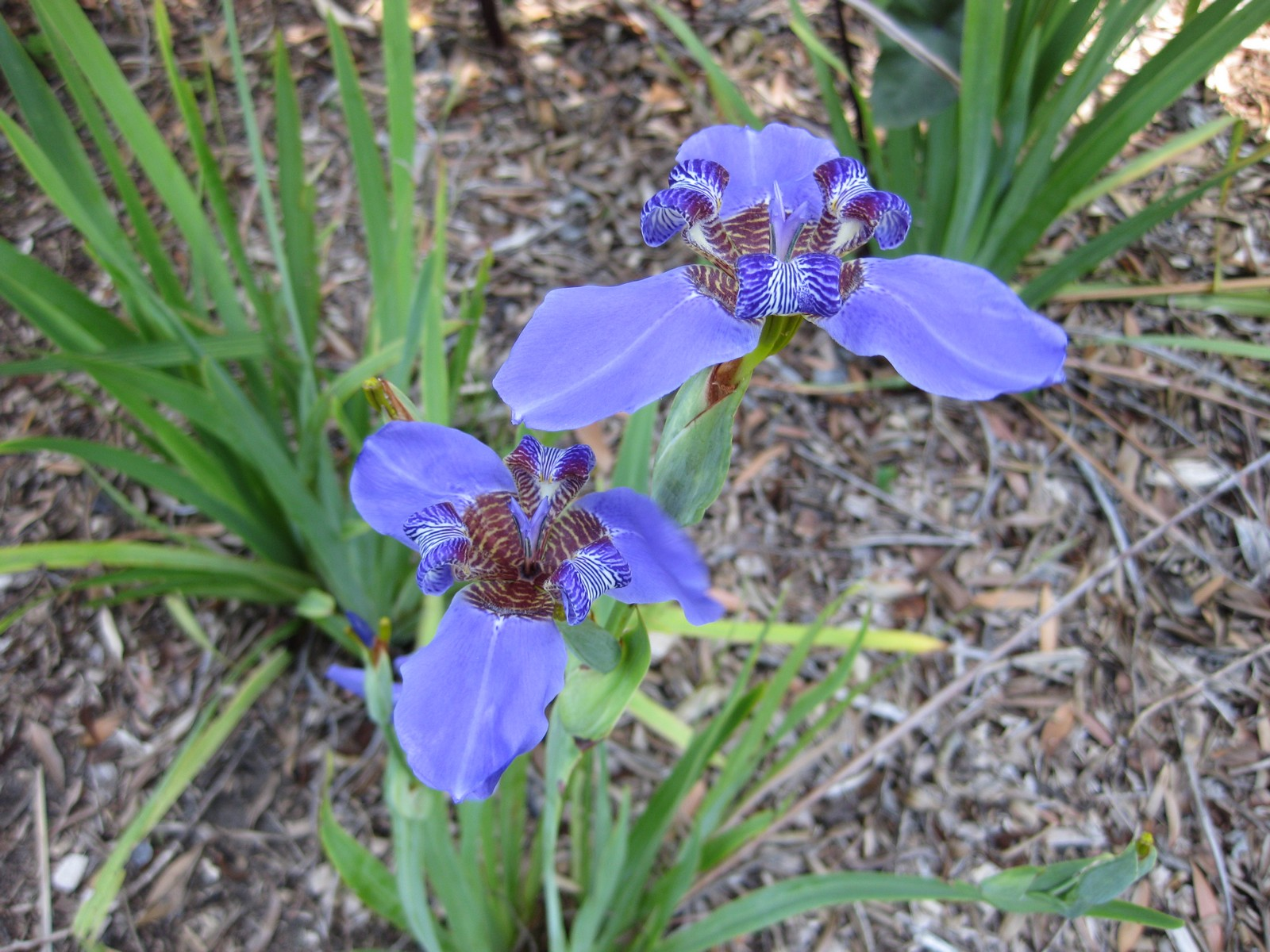
T. coerulea (syn. Neomarica coerulea)

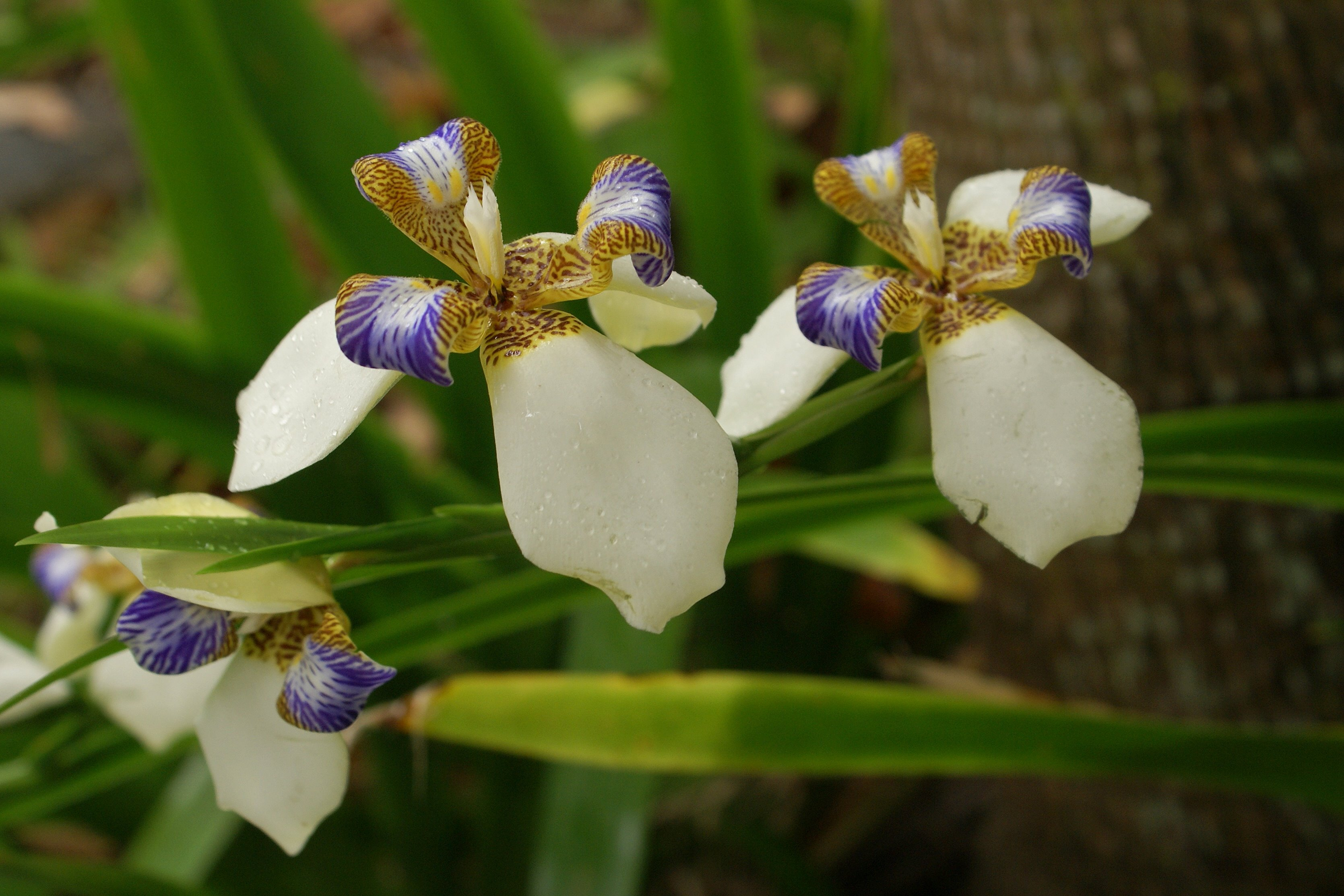
T. gracilis (syn. Neomarica gracilis)

## Géneros
A tribo Trimezieae Ravenna tradicionalmente agrupa 3 géneros com cerca de 125 espécies do Neotropis:
- Neomarica Sprague (sin.: Marica Ker Gawl. nom. illeg., Galathea Liebm. non Cass. ex Less., Cypella Klatt nom. illeg.) — com cerca de 28 espécies, nativas de uma região que vai do México pela América Central e de Trinidad pelo Brasil até ao norte da Argentina.
- Pseudotrimezia R.C.Foster — com cerca de 18 espécies, nativas do sueste do Brasil.
- Trimezia Salisb. ex Herb. (sin.: Lansbergia de Vriese, Poarchon Allemão, Xanthocromyon H.Karst., Remaclea C.Morren, Anomalostylus R.C.Foster) — com cerca de 80 espécies, com distribuição desde as Pequenas Antilhas até às regiões tropicais da América do Sul.

O número de géneros em que a tribo está dividida variou consideravelmente ao longo da última década. Dos três géneros foram usados antes de 2008 (Trimezia, Neomarica e Pseudotrimezia) algumas fontes usam todos os três, mas outras combinam Trimezia e Neomarica, mas mantêm Pseudotrimezia. Um outro género, Pseudiris, foi publicado em 2008. Estudos de filogenética molecular têm mostrado que embora a tribo seja monofilética, os géneros tradicionalmente usados, com base nas características morfológicas, são parafiléticos. Três dos quatro clados principais encontrados nessas análises combinam espécies de mais de um género. Uma resposta a esses achados, adotada a partir de 2019 por Plants of the World Online e pela World Checklist of Selected Plant Families (Lista de Verificação Mundial das Famílias de Plantas Selecionadas), é combinar géneros: assim, Neomarica, Pseudiris e Pseudotrimezia são todos colocados dentro de Trimezia. Uma abordagem alternativa, mantendo os géneros tradicionais, mas com circunscrições alteradas, foi proposta em 2018. Um novo género adicional, Deluciris, também foi criado dentro da tribo.
| Divisões alternativas de Trimezieae | Divisões alternativas de Trimezieae | Divisões alternativas de Trimezieae | Divisões alternativas de Trimezieae | Divisões alternativas de Trimezieae |
| Ravenna (2003)                      | Chukr & Giulietti (2008)            | Gil & al. (2009)                    | Lovo & al. (2018)                   | PoWO (May 2019)                     |
| ----------------------------------- | ----------------------------------- | ----------------------------------- | ----------------------------------- | ----------------------------------- |
| Trimezia                            | Trimezia                            | Trimezia                            | Trimezia                            | Trimezia                            |
| Trimezia                            | Neomarica                           | Neomarica                           | Neomarica                           | Trimezia                            |
| Pseudotrimezia                      | Pseudotrimezia                      | Pseudotrimezia                      | Pseudotrimezia                      | Trimezia                            |
|                                     |                                     | Pseudiris                           | Pseudiris                           | Trimezia                            |
|                                     |                                     |                                     | Deluciris                           | Deluciris                           |

Quando o género Trimezia foi separado de Neomarica, antes dos estudos filogenéticos moleculares, ou seja, inteiramente por motivos morfológicos, alguns caracteres vegetativos foram considerados diagnósticos. Trimezia neste sentido sempre cresce de cormos, Neomarica quase sempre de rizomas. Trimezia tem escapos florais circulares em seção transversal, enquanto Neomarica tem escapos achatados. Lovo et al. (2018) consideram essas características como aquelas que distinguem a circunscrição de Neomarica dos outros géneros em que dividem a tribo.